# Cousso
Cousso – wieś w Portugalii w dystrykcie Viana do Castelo, w gminie Melgaço. W roku 2011 miała 294 mieszkańców.

## Historia[1]
Do 1855 roku należał do nieistniejącej gminy Valadares, z regionu Monção, lecz potem  od tego czasu do regionu i gminy Melgaço.
Przez terytorium dzisiejszej parafii Cousso przechodziła rzymska droga, która prowadziła przez góry do Valadares.

### Historia nazwy[1]
Zdaniem José Augusto Vieira – "nazwa Cousso może pochodzić z arabskiego 'cançon', łuku, który służył do rzucania strzałami, który Latynosi pisali 'kauso' ".
Ojciec Aníbal Rodrigues twierdzi, że powinno się pisać Couço, a nie Cousso.

## Populacja

### Kryzys demograficzny
Populacja Cousso maleje z dziesięciolecia na dziesięciolecie, a dzieci jest znacznie mniej niż osób starszych.	
|      | liczby   | liczby    | liczby      | liczby          |       |          | Procenty  | Procenty  | Procenty        | Procenty |
| Rok  | 0-14 lat | 15-24 lat | 25 - 64 lat | 65 lat i więcej | Razem | 0-14 lat | 15-24 lat | 25-64 lat | 65 lat i więcej |          |
| ---- | -------- | --------- | ----------- | --------------- | ----- | -------- | --------- | --------- | --------------- | -------- |
| 2001 | 22       | 44        | 163         | 132             | 361   | 6,1%     | 12,2%     | 45,2%     | 36,6%           |          |
| 2011 | 13       | 11        | 127         | 143             | 294   | 4,4%     | 3,7%      | 43,2%     | 48,6%           |          |

### Populacja na przestrzeni XIX I XX wieku[1]
Obecnie populacja maleje i nie wygląda na to, żeby coś zatrzymało ten proces, ponieważ według najnowszych statystyk 48,6% procent populacji to osoby powyżej 65 roku życia, a osoby poniżej 25 roku życia to tylko 8,1% populacji. Drugi wykres zaś pokazuje, jak ciekawa była dla populacji Cousso II połowa XX wieku. Najpierw populacja urosła do 760, a potem w dwadzieścia jeden lat zmalała aż do 364 osób.

## Galeria

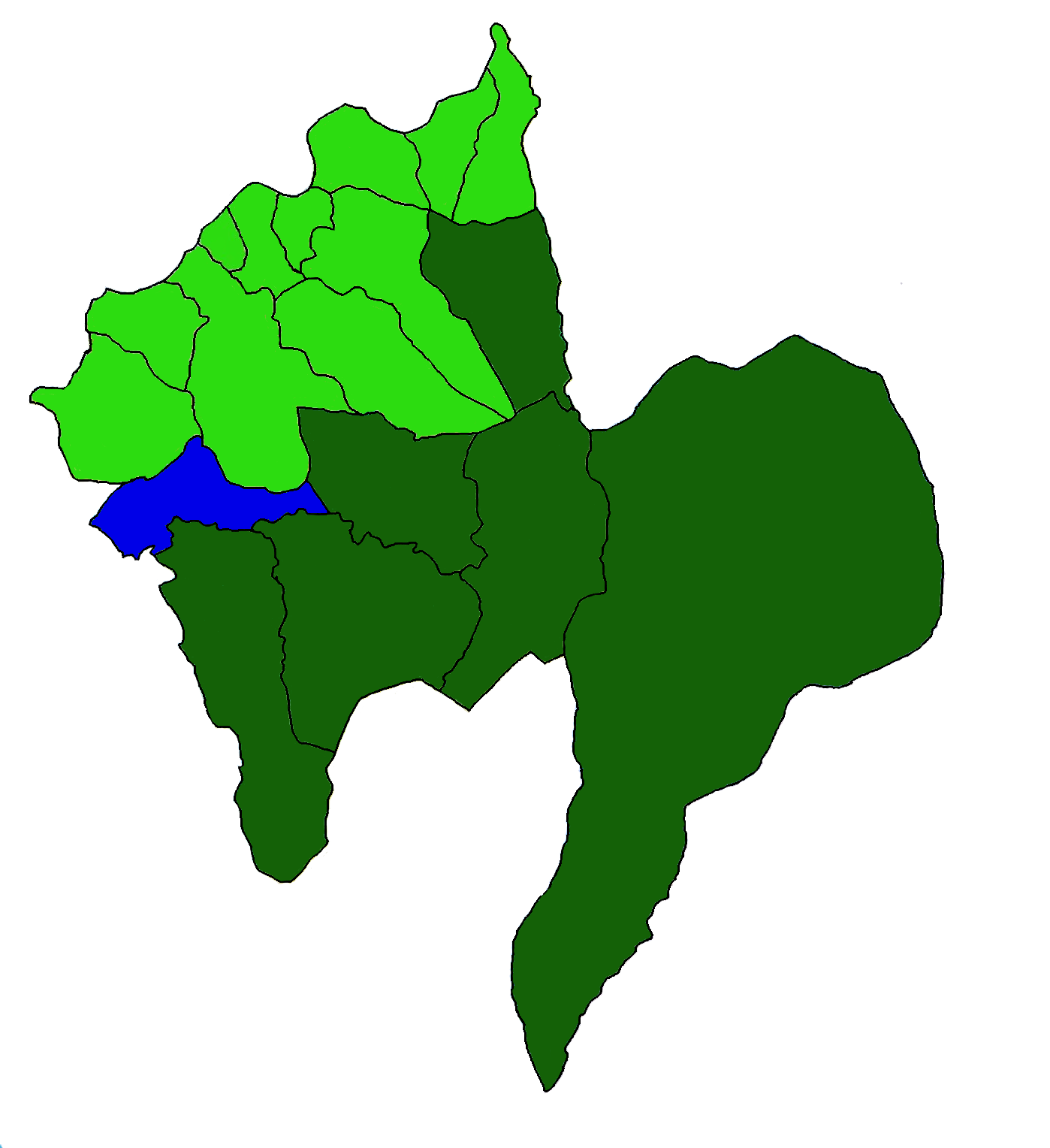
Położenie na terenie Melgaço
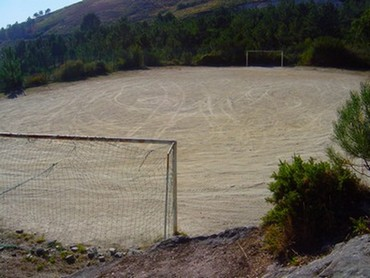
Stadion w Cousso
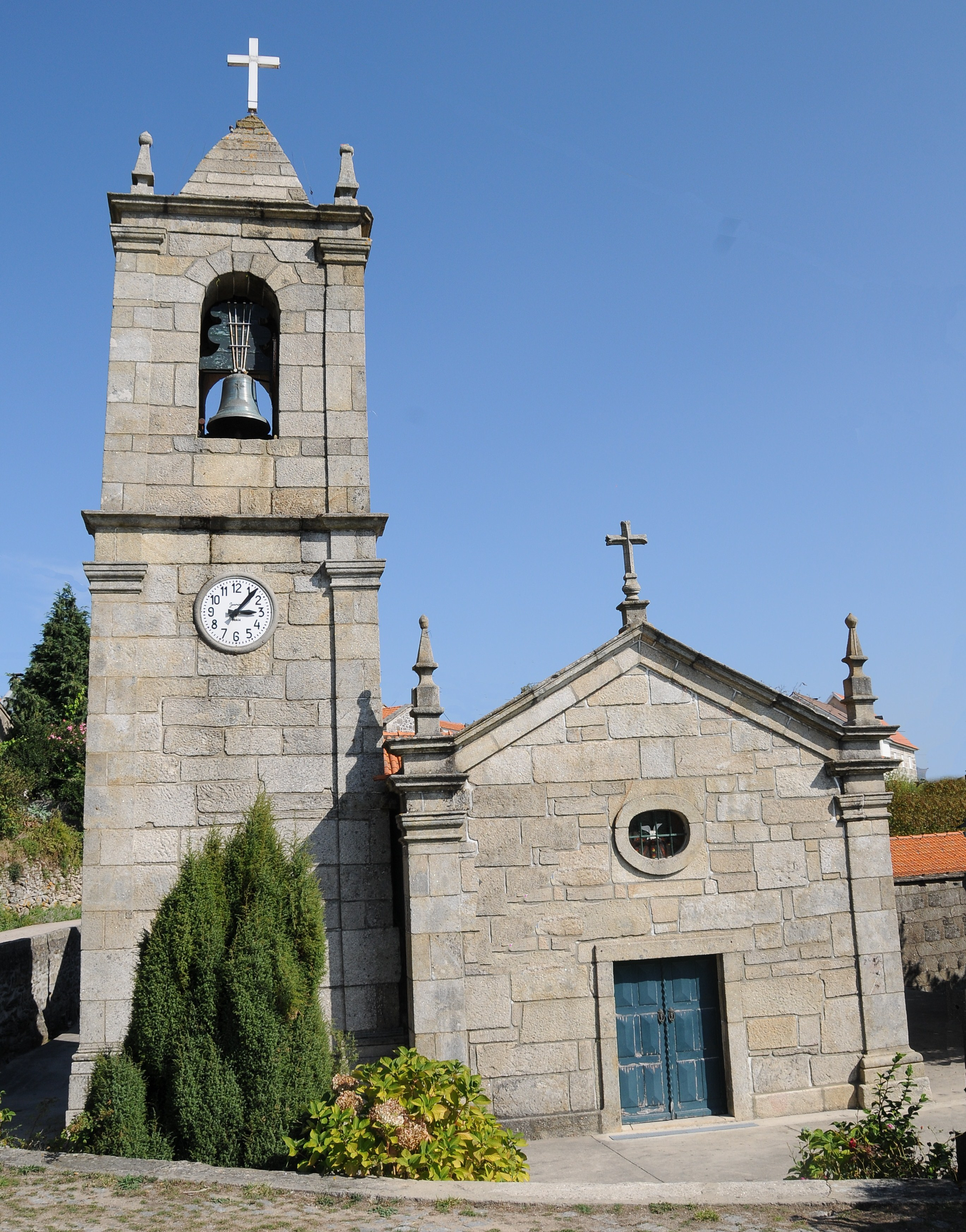
Kościół w Cousso
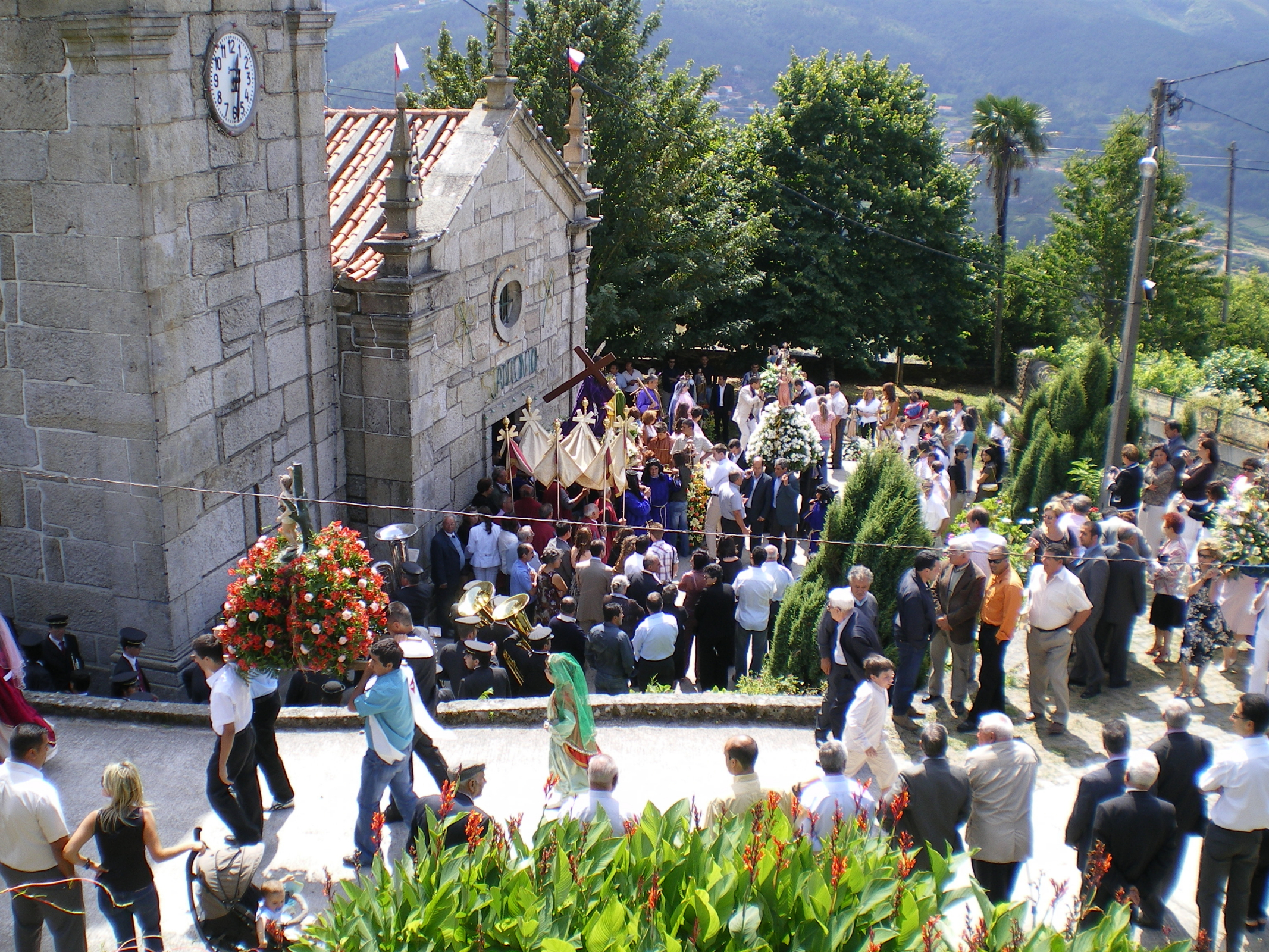
Uroczystości kościelne w Cousso
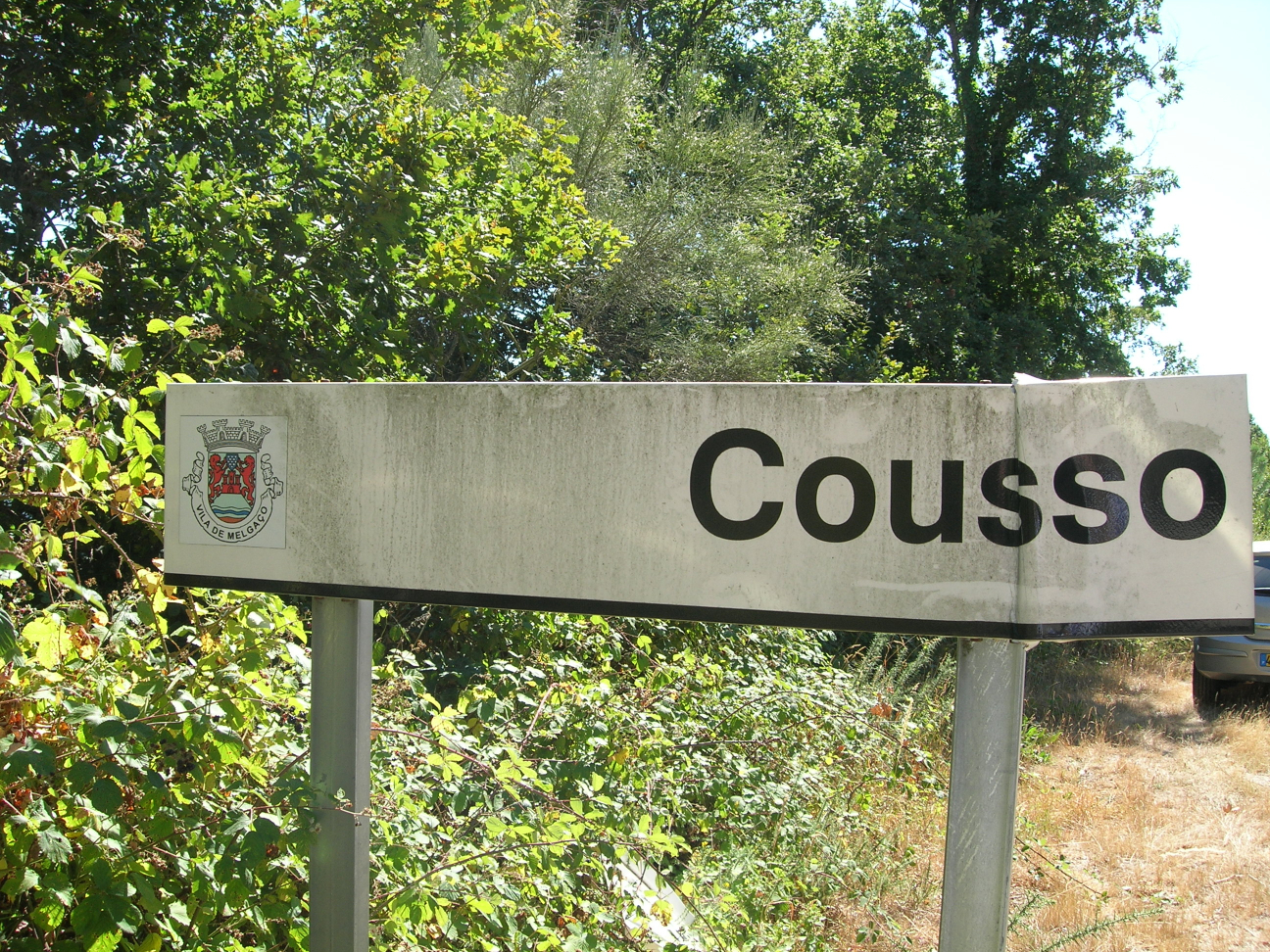
Znak "Cousso"
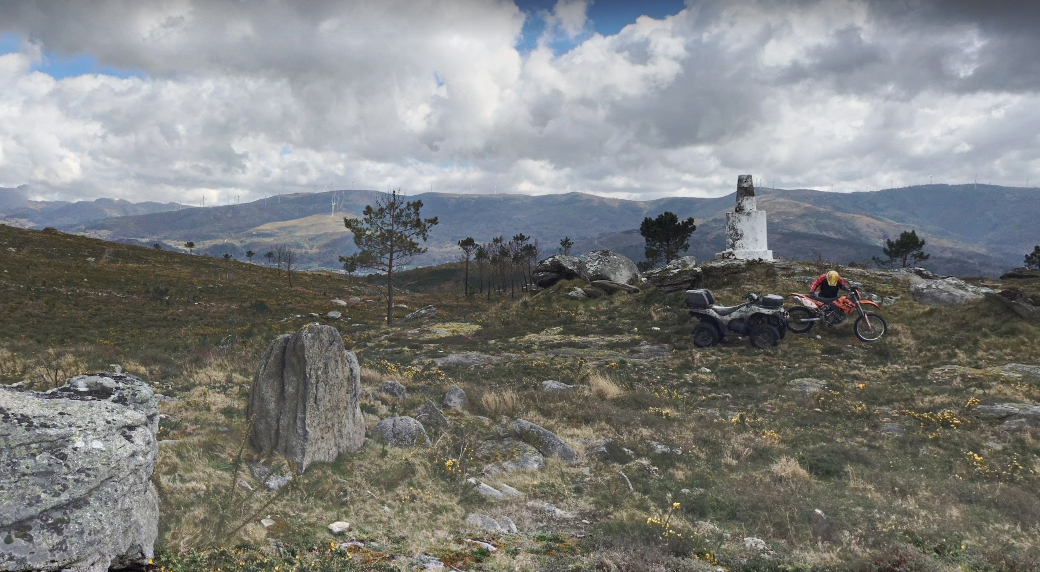
Góry w Cousso
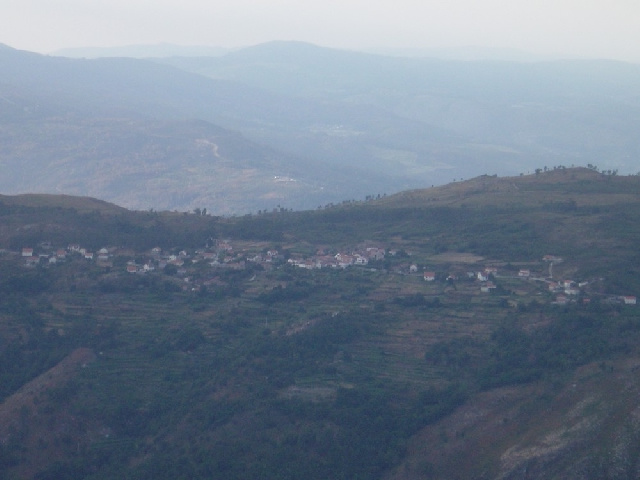
Wieś Cousso widziana z gór